# Evechinus chloroticus
Kina
Espèce
Evechinus chloroticus, communément appelé Kina, est une espèce d’oursins réguliers de la famille des Echinometridae, endémique de la Nouvelle-Zélande.

## Répartition et habitat
Cette espèce est endémique de la Nouvelle-Zélande. On le trouve surtout sur les fonds rocheux, mais aussi sur divers types de milieux (herbiers, parois, structures humaines…) et parfois sur le sable ; il n'aime pas les eaux trop agitées. Il vit entre la surface et 15 m de fond.

## Description
Ce sont des oursins réguliers : le test (coquille) est arrondi, avec le péristome (bouche) située au centre de la face orale (inférieure) et le périprocte (appareil contenant l'anus et les pores génitaux) à l'opposé, au sommet de la face aborale (supérieure).
Le Kina est un oursin de bonne taille, pouvant mesurer jusqu'à 17 cm de diamètre. Il est de couleur vert sombre, avec des piquants (« radioles ») moyennement longs et pointus, plus clairs à la pointe ; les radioles secondaires (piquants les plus courts) ont la pointe blanche. Sa forme devient de plus en plus hémisphérique à mesure qu'il grandit, mais la longueur des piquants est quasiment fixe quelle que soit la taille de l'individu.
Le Kina est la seule espèce connue du genre Evechinus,.

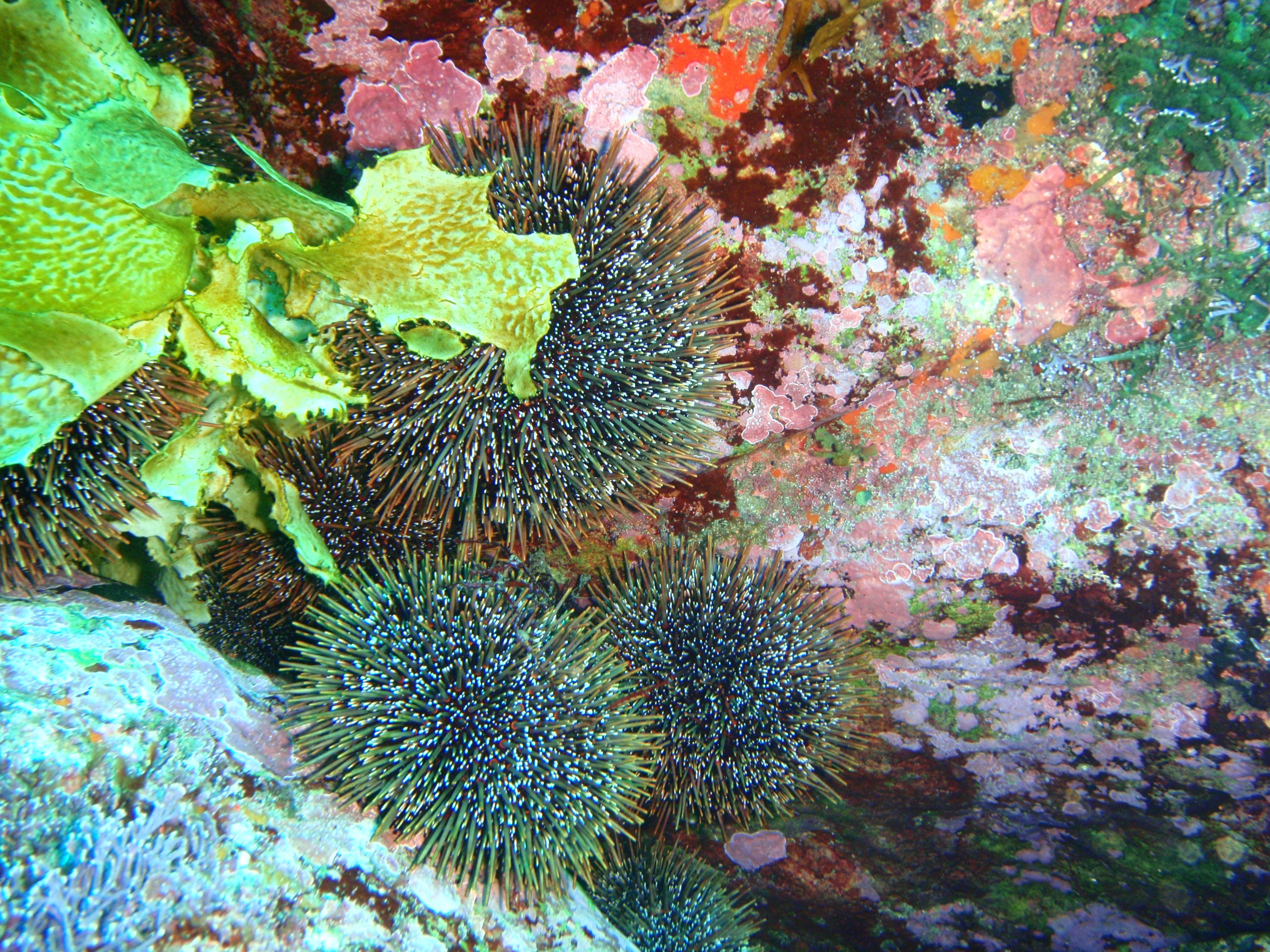
Kinas à Three Kings Island.
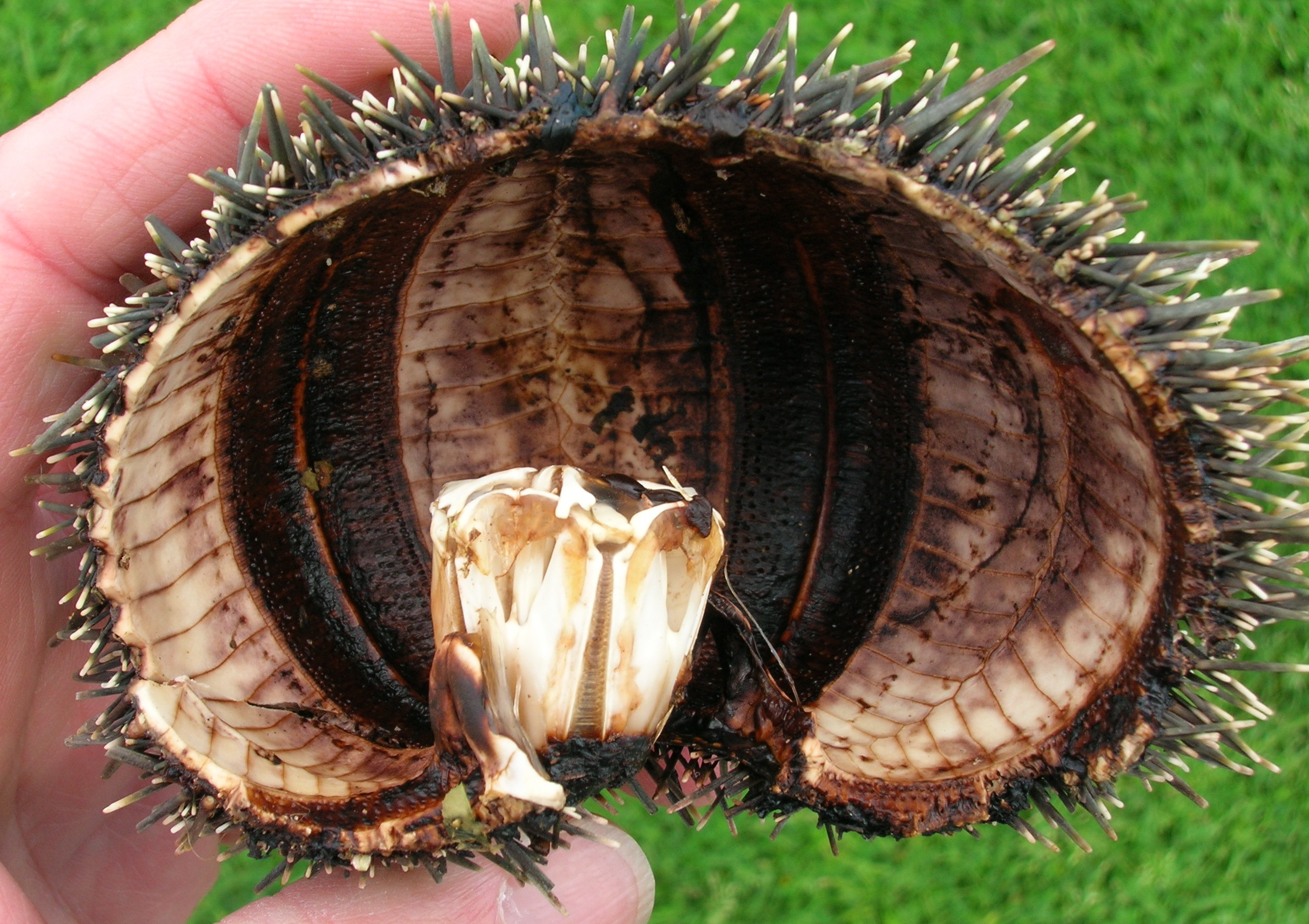
Un Kina vu en coupe, dont le test a été vidé des organes (sauf la lanterne d'Aristote).
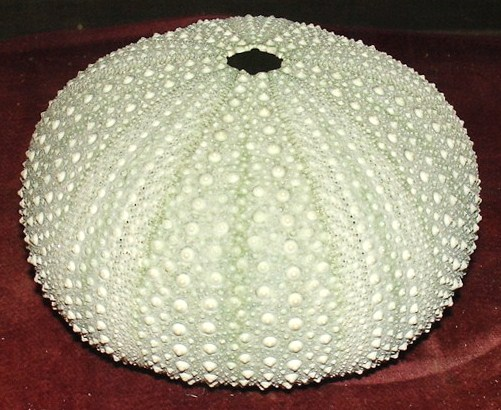
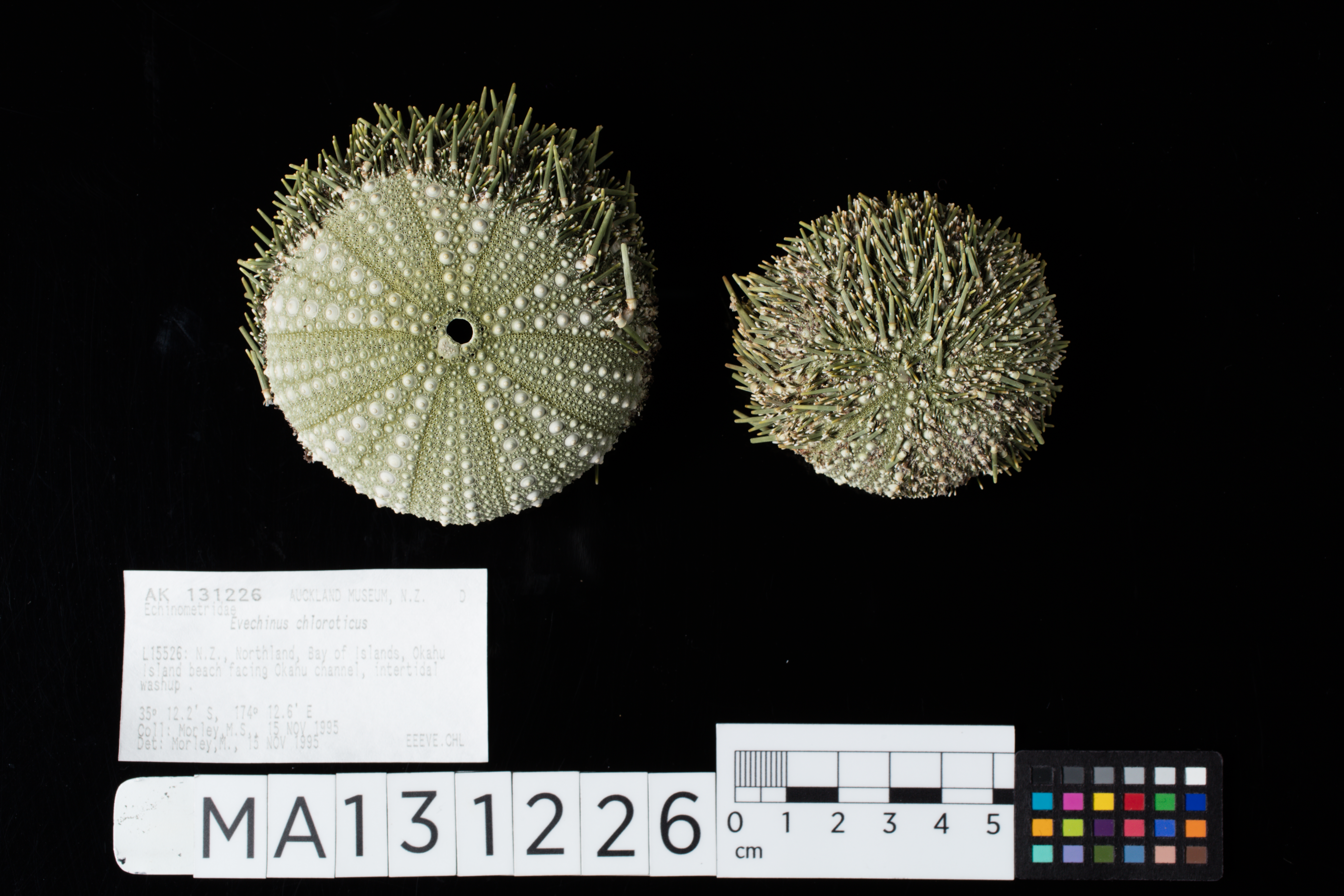
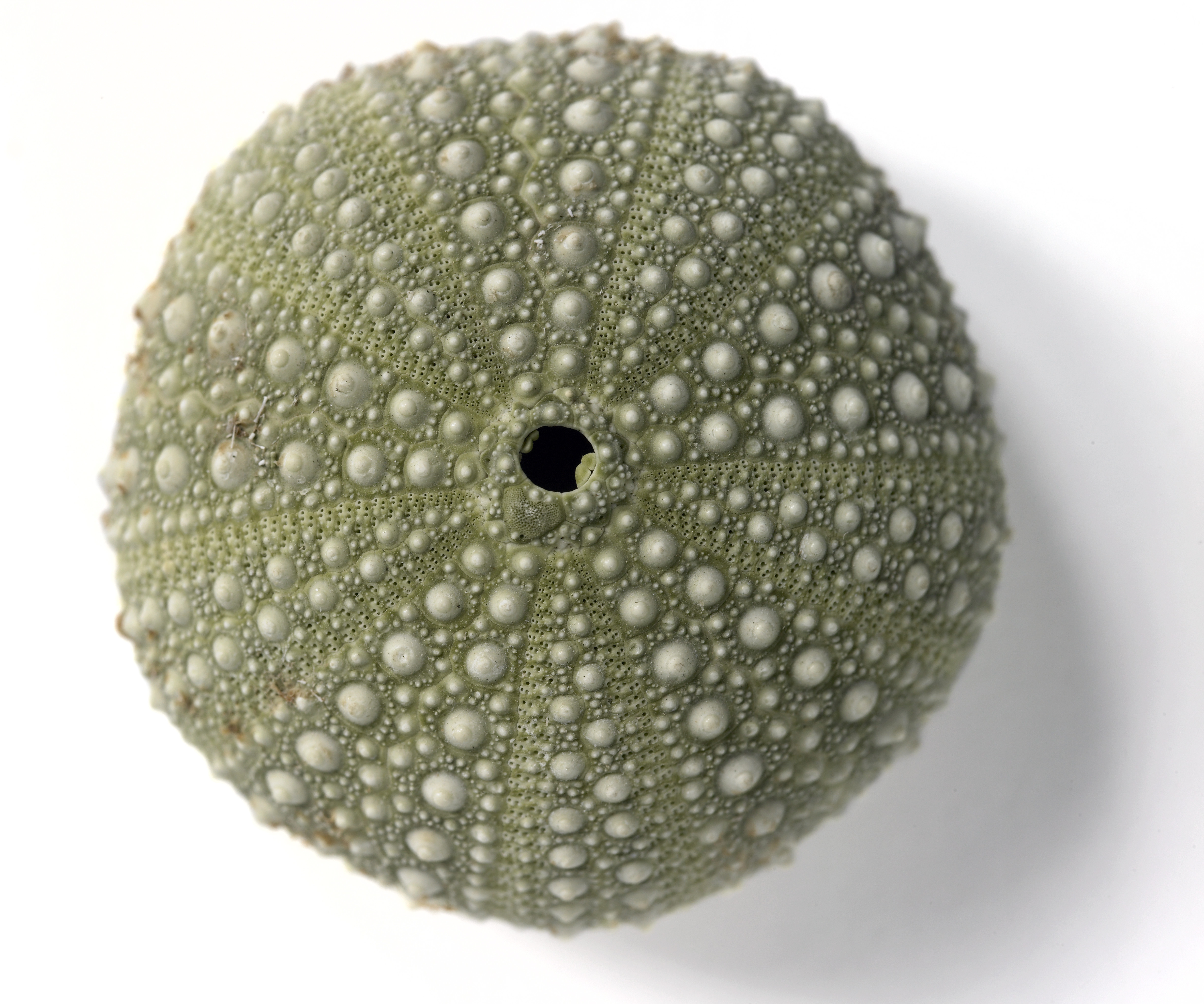

## Écologie et comportement
C'est un oursin assez commun et facilement observable là où il n'est pas surpêché, qui se nourrit principalement d'algues (notamment des posidonies) qu'il broute avec sa mâchoire pourvue de dents très solides (« lanterne d'Aristote »).
À l'inverse, dans les zones où il n'est pas surpêché et où ses prédateurs sont raréfiés par les activités humaines, il peut être en surpopulation, entraînant un surpâturage des algues et la modification de l'écosystème.
La reproduction est gonochorique, et mâles et femelles relâchent leurs gamètes en même temps grâce à un signal phéromonal, en pleine eau, où œufs puis larves vont évoluer parmi le plancton pendant quelques semaines avant de se fixer.

## Le Kina et l'Homme
Le Kina est consommé par les Maori depuis des époques reculées, notamment dans les périodes de disette. Aujourd'hui, il est toujours commercialisé (principalement en Nouvelle-Zélande), mais sa pêche est réglementée, et il est aussi élevé en aquaculture.